# روبرتو فيري
روبرتو فيري (بالإيطالية: Roberto Ferri)‏ هو رسام إيطالي، ولد في 1978 في تارانتو في إيطاليا.